# Iastrubkî, Nîjnohirskîi
Iastrubkî (în ucraineană Яструбки) este un sat în comuna Drofîne din raionul Nîjnohirskîi, Republica Autonomă Crimeea, Ucraina.

## Demografie
Componența lingvistică a localității Iastrubkî
     Rusă (57,36%)
     Tătară crimeeană (30,49%)
     Ucraineană (11,94%)
     Alte limbi (0,21%)
Conform recensământului din 2001, majoritatea populației localității Iastrubkî era vorbitoare de rusă (57,36%), existând în minoritate și vorbitori de tătară crimeeană (30,49%) și ucraineană (11,94%).